# Masking
Se denomina masking al hecho de generar una interferencia entre dos estímulos simultáneos, alterando así el proceso perceptual. Se dice erróneamente que la máscara crea una interrupción en el procesamiento del estímulo y el objetivo, pero realmente no se trata de interrumpir, sino de impedir procesar un estímulo concreto para dar con un efecto determinado, como por ejemplo la continuidad entre los diferentes estímulos o el anulació del movimiento, replanteando este enmascaramiento como una técnica para dar con la microgenesis perceptual. Por ejemplo, en el cine, se puede anular la percepción del movimiento adhiriendo un fotograma blanco entre dos fotogramas consecutivos.
Para entender el masking, hay que conocer mínimamente el que la psicología cognitiva sostiene, y es que el procesamiento de información existente entre los estímulos y las respuestas requiere de un sistema procesador que transforma señales de entrada en estímulos con un significado concreto. El procesamiento de información implica su paso a través de una cadena ordenada en forma jerárquica, procediendo así de aquello general a aquello más específico, y por lo tanto perdiendo cierta cantidad de información durante el transcurso de la cadena, hecho que explica porque no percibimos todo aquello que nosotros podríamos ciertamente ver. Debido a la limitación de la capacidad resolutiva del sistema visual, sucede que cuando dos estímulos presentados fugazmente se presentan en rápida sucesión, se produce algún tipo de interferencia entre ellos, y gracias a la memoria icónica  no se suspende completamente cuando desaparece la señal, puesto que el almacén icónico mantiene disponible la información sensorial obtenida durante un cierto periodo de tiempo después de que se haya retirado el estímulo externo.

## Teorías de enmascaramiento
Teoría de la integración (0-50 ms): El estímulo y la máscara se integran en un mismo proceso perceptivo. La memoria sensorial procesa ambos estímulos como uno solo, como una única imagen.

Teoría de la interrupción (100-250 ms): La máscara tiene el efecto "de borrar" la letra, todo interfiriendo el proceso de grabado del estímulo a la memoria sensorial. Dado que a intervalos de 300ms desaparece el efecto de la máscara, se supone que la memoria sensorial dura este tiempo.

Enmascarado por Brillo (Energía): Se presenta un flash de luz después del estímulo objetivo. La cantidad de enmascarado depende del brillo (energía) y de la duración de la máscara. Únicamente se ve interferido el recuerdo cuando la máscara se presenta en el mismo ojo que el estímulo.

Enmascarado de Patrón: Consiste en la presentación de un patrón después del estímulo objetivo. La magnitud del enmascarado depende del intervalo entre la presentación del estímulo y la máscara. La interferencia en la memoria se da incluso si la máscara se presenta en un ojo diferente al del estímulo.

## Aplicaciones del masking
Entre las muchas aplicaciones del masking en los últimos años, son estudios que han utilizado en conjunción con técnicas neurofisiológicas para aislar circuitos cerebrales involucrados en la producción de la experiencia consciente. 
En 2005 se realizó un experimento utilizando una técnica conocida como repetida estimulación magnética transcraneal (rTMS): los investigadores utilizan una bobina magnética para inducir pequeños potenciales eléctricos en el cerebro de un sujeto, y la inducción repetida puede causar una pequeña porción de corteza para desactivar durante un breve periodo de tiempo. En el estudio de Hirose et al. , desactivó una región del corteza visual llamada V5 / MT +. El efecto fue que este objeto previene sustitución positivo para enmascarar SOA punto presentaciones no evitar la percepción de los estímulos. V5 / MT + se sabe que juegan un papel importante en la percepción del movimiento. Este estudio sugiere que su papel podría ser más amplio, participando en la conexión momentos juntos en la experiencia perceptiva. 
Otra aplicación es investigar preguntas sobre si necesitan estímulos hacerlo en conciencia, con el fin de influir en el comportamiento.